# Thysanophrys rarita
Thysanophrys rarita is een straalvinnige vissensoort uit de familie van platkopvissen (Platycephalidae). De soort is voor het eerst wetenschappelijk beschreven in 2013 door Knapp.